# 歓喜力行団

歓喜力行団の旗

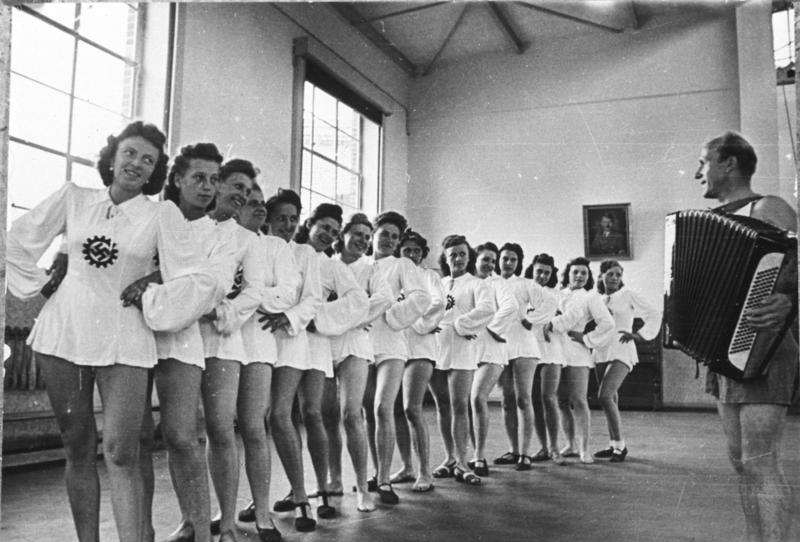
歓喜力行団のスポーツクラブ

歓喜力行団（かんきりっこうだん、ドイツ語: Kraft durch Freude（喜びを通じて力を）、略称 KdF ）は、ナチス党政権下のドイツにおいて国民に多様な余暇活動を提供した組織である。ロベルト・ライ率いるドイツ労働戦線（DAF）の下部組織として、国家の管理のもと、旅行・スポーツ・コンサート・祝祭典などを企画した。この活動の目的は、ナチス党の理想を行き渡らせ、党政権下のドイツへの忠誠心を高めることだった。

## 活動

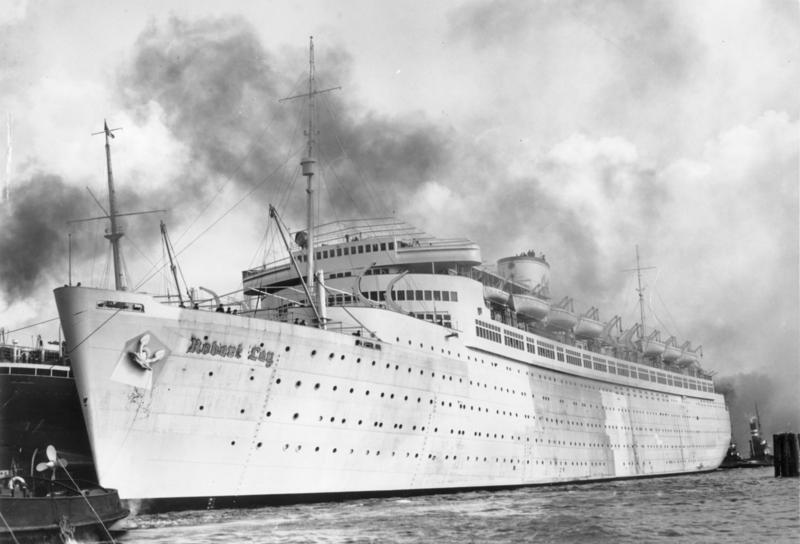
歓喜力行団のクルーズ客船「ロベルト・ライ」

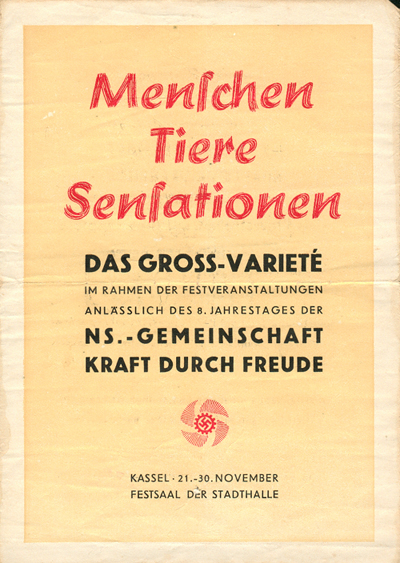
歓喜力行団主催のヴァリエテの開催案内

歓喜力行団は娯楽の「喜び」を通じて労働の「力」を回復させるための党組織で、1933年よりリゾート地やクルーズ船での保養などのパッケージツアーや音楽コンサートなど、それまで労働者階級には手が届かなかったような中産階級的レジャー活動を広く国民全体に提供した。バルト海のリューゲン島の砂浜にある巨大な保養施設プローラや、数多くの大型クルーズ船（いわゆるKdF-Schiff）はその好例である。他の主要な渡航先として大西洋にあるポルトガル領マデイラ島などが挙げられる。このようなリゾート地への長期旅行の他に、鉄道や徒歩での移動による安価な短期旅行も提供されていた。1934年から1939年の間に約4500万のパッケージツアーが販売されており、当時としては世界最大の旅行代理店とも評価されている。当時配布された旅行パンフレットはベルリン工科大学の観光歴史アーカイブに所蔵されている。
歓喜力行団は単に国民へサービスを提供する組織ではなく、究極の目的は余暇活動を上流階級から下流階級まであらゆる大衆に格差なく提供し、階級ごとに分断されたドイツ人を階級対立のないひとつの「民族共同体」にまとめる橋渡しをすることであった。また「生の喜び」を肯定する余暇、スポーツ、演奏会、祭典などの機会を国民に提供することで、ナチスの理想とする力強さや美しさといった共同体の理念や存在を大衆に全身で理解させ信じさせようというものだった。ナチスの幹部はすでに戦争が回避できないと察知しており、労働者に休暇を与えることで低賃金でも不満を漏らさないようにするというガス抜きの意味もあった。提供されるサービスは労働者にとって恩恵が大きく、ナチスに否定的な戦後世論でも歓喜力行団を懐かしむ者がいるという。
国民的余暇組織のアイデアはイタリアのファシスト党のドーポラボーロ（Dopolavoro、正式名称：全国余暇事業団 Opera nazionale dopolavoro、「仕事（ラヴォーロ）の後（ドーポ）」＝「余暇」を通じて労働者をファシズムに親しませる組織）から借りたが、歓喜力行団はその活動を職場単位にまで拡張した。歓喜力行団は提供する活動を増やし、大衆の人気を博してドイツ最大級の組織となった。1939年までに7,000人の職員と135,000人のボランティアが歓喜力行団のために働き、スポーツ、生涯学習、旅行、夕べの催しなどを管轄する部局に分かれていた。20人以上の労働者のいる工場にはすべて歓喜力行団の委員がいた。ある推計では、1939年までに2500万人以上が活動に参加したとされている。歓喜力行団は1939年にこれらの国民的活動をたたえられ、国際オリンピック委員会からオリンピック・カップを贈られた。
アドルフ・ヒトラーが歓喜力行団の提供する休暇により労働者が回復することを望んでいるという言葉が残されているが、後年の研究者はヒトラーはそれほど関心が無く、企業も労働者が休むことを望んでいなかったが、歓喜力行団の運営に関わる者が目的達成のため権威を利用した捏造と推察している。
戦況が悪化すると客船は病院船に転用され、一部の積立制度（後述）が反故にされるなど提供されるサービスが削減された。

## 歓喜力行団の車（KdF-Wagen）

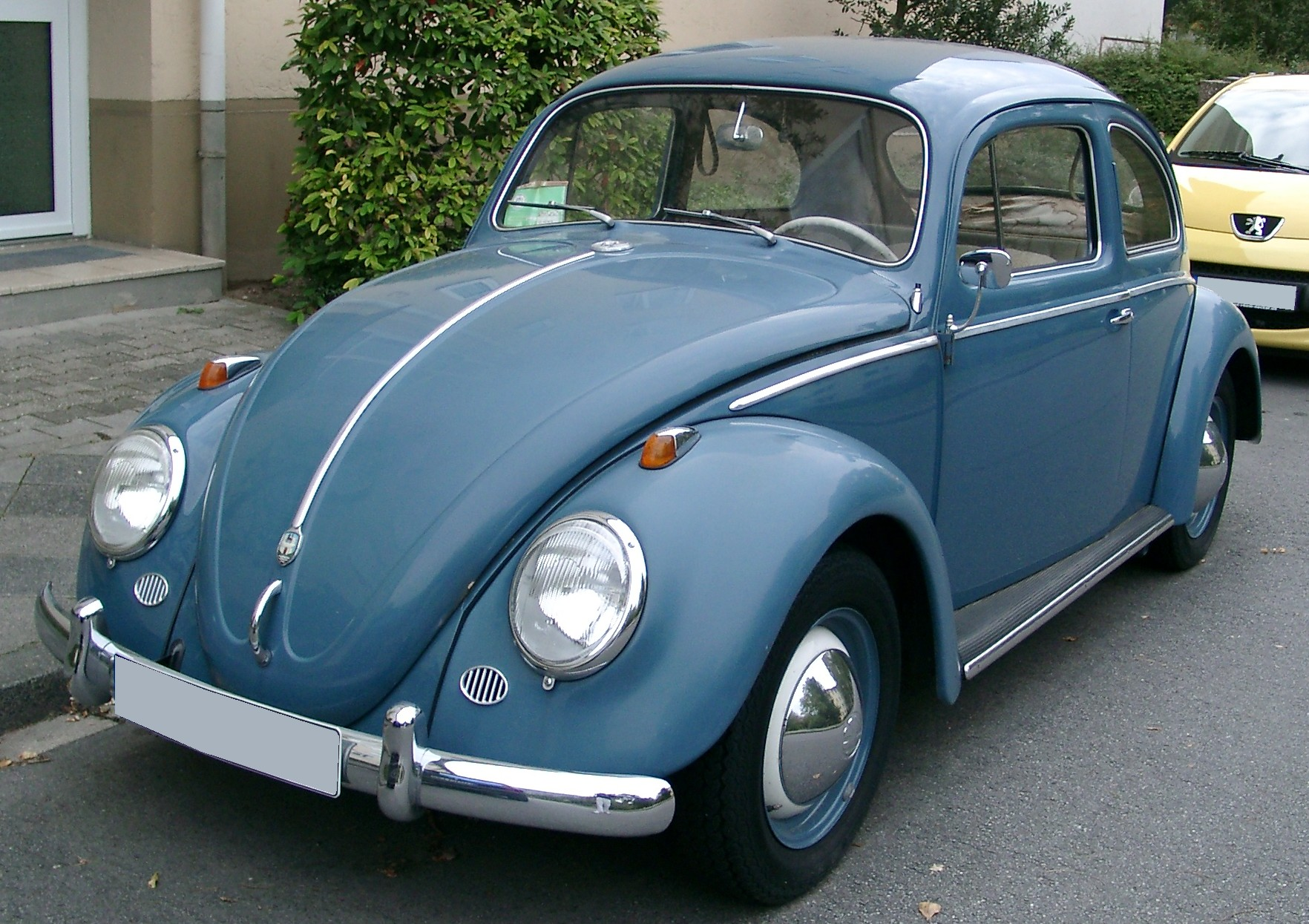
フォルクスワーゲン・タイプ1

歓喜力行団は、勤労大衆のための手頃な価格の自動車の購入に関与した。これはヒトラーが政権に就いた直後に発表した国民車構想に基づいて、フェルディナント・ポルシェによって設計、開発された、後に「フォルクスワーゲン・タイプ1」となる乗用車である。1938年に正式に「歓喜力行団の車」（KdF-Wagen,カーデーエフヴァーゲン）と名づけられた。
同年、ニーダーザクセン州に新都市「歓喜力行団の車を生産する街」（Stadt des KdF-Wagens、KdF-Stadt）が建設され、生産工場や労働者住宅が建てられた。戦後はヴォルフスブルクと改名され、フォルクスワーゲン・グループの本部が置かれている。
歓喜力行団は労働者向けに、「歓喜力行団の車」を購入するための特別貯蓄制度を設けた。これは一般大衆でも車を買えるようにした積立制度で、自家用車に乗りたいなら、毎週5マルク貯めよう（Fünf Mark die Woche musst Du sparen, willst Du im eigenen Wagen fahren）のスローガンの下に33万6,000人ほどが積立金の支払を行った。しかし、翌年の第二次世界大戦の開戦により実際に納車されることはほとんどなかった。自動車工場も戦争遂行のために軍用車生産へと回された。
第二次世界大戦の終結後、新たに創業したフォルクスワーゲン社は積立金を支払った人々に応えて、歓喜力行団が実行し得なかった納車(西ドイツのみが対象)を行っている。また同モデルは、1978年までモデルチェンジなしで生産され世界各国で販売された。

## 海外
ナチスは1936年にハンブルクで「世界厚生会議」を開催し歓喜力行団の活動により生産性が向上したとPRしたこともあり、労働者の休暇が外国からも注目された。
日本では1938年に歓喜力行団をモデルとした「日本厚生協会」を設立したが、精神論な考えが強調され、休暇を与えるのではなく体を鍛えるなどの活動が中心となり、広がりを見せないまま数年で終息した。

## 組織
（1936年現在）
全国局長（Reichsamtsleiter） － ボド・ラフェレンツ博士（Dr. Bodo Lafferentz）
総務局（Amtsleitung）
- 第1部 － 運営指導部（Geschäftsleitung）
- 第II部 － 管理及び財務（Verwaltungs- und Kassenwesen）
- 第Ⅲ部 － 全国農業生産者団連絡員及び地方農業団担当（Beauftragte für die Landwirtschaft und Verbindungsmann zum Reichsnährstand）
- 第Ⅳ部 － 帰還兵及び船員の保養所、宿泊担当（Soldaten und Seemannsheime, Herbergen zur Heimat）

慰労担当局（Amt Feierabend） ― 局長：ルートヴィヒ・クレンメ（Ludwig Klemme） 
- 第Ⅰ部 － 運営指導部（Geschäftsführung）
- 第Ⅱ部 － 動員（Aktionen）
  - 第1課 － 全国高速道路及び緊急施設動員管理（Sonderaktionen Reichsautobahnen und Notstandslager）
  - 第2課 － その他動員管理（Sonstige Aktionen）

- 第III部 － 芸術及び催事（Kunst und Unterhaltung）
  - 第1課 － 演劇・コンサート・映画・舞踏（Theater, Konzerte, Film, Kunsttanz）
  - 第2課 － 視覚芸術（Bildende Kunst）
  - 第3課 － 一般公演（Unterhaltung）
  - 第4課 － 契約管理（Vertragskontrolle）

- 第Ⅳ部 － 習俗・民俗学（Brauschtum / Volkstum）
  - 第1課 － 祭事及び祝事（Feste und Feiern）
  - 第2課 － 民族文学（Volkskulturelles Schrifttum）
  - 第3課 － 地方圏域担当（Grenzlandarbeit）

- 第Ⅴ部 － 企業体での課外余暇（Feierabend im Betrieb）
- 第Ⅵ部 － 農村での課外余暇（Feierabend auf dem Lande）
- 第VII部 － 個人の余暇形成および団体担当（Private Freizeitgestaltung und Vereinswesen）
- 第VIII部 － 広報及び宣伝（Presse und Propaganda）

旅行・遍歴旅行及び休暇担当局（Amt Reisen, Wandern und Urlaub） － 局長：ボド・ラフェレンツ博士（Dr. Bodo Lafferentz）
- 第Ⅰ部 － 運営指導部（Geschäftsführung）
- 第II部 － 地上旅行担当（Landreisen）
- 第Ⅲ部 － 海洋旅行担当（Seereisen）
- 第IV部 － 遍歴旅行担当（Wandern）
  - 第1課 － 休暇中の遍歴旅行担当（Ferienwandern）
  - 第2課 － 旅職人および修行中徒弟の遍歴旅行担当（Berufs- und Gesellenwandern）

- 第V部 － 財務及び事務管理（Finanz- und Büroverwaltung）
- 第VI部 － 広報及び宣伝（Presse und Propaganda）

体育担当局（Sportamt） － 局長：ハンス・フォン・チャマー・ウント・オステン（Hans von Tschamer und Osten）
- 第Ⅰ部 － 運営指導部（Geschäftsführung）
- 第II部 － 教育指導担当（Lehrkräfte und Lehrställen）
- 第1課 － 全国体育指導局人事課（Personalfragen im Reichssportamt）
- 第2課 － 全国体育指導員人事課（Personalfragen sämtlicher Mitarbeiter der Sportabteilungen im Reichsgebiet）
- 第III部 － 課目（Lehrgänge）
  - 第1課 － 体育課目担当（Sportarten für Lehrgänge）
  - 第2課 － NSG主催体育キャンプの設営と実施（Einrichtung und Durchführung der Sportlager für die NSG）
  - 第3課 － 陸上及び海上行楽客の体育監修（Sportliche Betreuung der Urlauber an Land und auf See）

- 第IV部 － 管理及び財務（Verwaltungs- und Kassenwesen）
- 第V部 － 専門担当（Sonderaufgaben）
- 第VI部 － 広報及び宣伝（Presse und Propaganda）

『労働の美』担当局（Amt Schönheit der Arbeit） － 局長：アルベルト・シュペーア
- 第Ⅰ部 － 運営指導部（Geschäftsführung）
- 第II部 － 産業設計（Betriebsgestaltung）
- 第Ⅲ部 － 産業衛生（Betriebshygiene）
- 第Ⅳ部 － 労働の家（Häuser der Arbeit）
- 第Ⅴ部 － 見本・展示会（Musterentwürfe）
- 第VI部 － 特別企画（Sonderaufgaben）
- 第VII部 － 広報及び宣伝（Presse und Propaganda）

大衆教育担当局（Amt Deutschen Volkbildungswerk） － 局長：フリッツ・ロイトロフ（Fritz Leutloff）
- 第Ⅰ部 － 運営指導部（Geschäftsführung）
- 第Ⅱ部 － 講演指導（Vortragsdienst）
- 第III部 － 大衆教育施設担当（Volkbildungsstätten）
- 第IV部 － カリキュラム及び教材担当（Lehrpläne und Lehrmittel）
- 第V部 － 大衆教育講座・案内付き参観・見学（Volksbildungskurse, Führungen, Besichtigungen）
  - 第1課 － 都市（In der Stadt）
  - 第2課 － 地方（Auf dem Lande）
  - 第3課 － 企業体（In den Betrieben）

- 第Ⅵ部 － 叢書管理（Büchereiwesen）
- 第VII部 － 財務（Finanzwesen）
- 第VIII部 － 広報及び宣伝（Presse und Propaganda）